# Tkabber
Tkabber – wieloplatformowy komunikator internetowy obsługujący protokół Jabber. Został napisany w Tcl z wykorzystaniem biblioteki graficznej Tk, i działa na wszystkich platformach wspieranych przez Tcl: systemach opartych na X Window System (Linux, *BSD, Solaris itd.), Microsoft Windows i macOS.